# Lucien Guiguet
Pour les articles homonymes, voir Guiguet.
Lucien Guiguet, né le 26 septembre 1942 à Cherchell (Algérie), est un pentathlonien français. 

## Biographie
Lucien Guiguet est médaillé de bronze olympique par équipe et 21e en individuel aux Jeux olympiques d'été de 1968 à Mexico.